# Lo rèbe de l'abbé Puyoo
Lo rèbe de l'abbé Puyoo ou Los gentius de Bearn (« le rêve » de l'abbé Puyoo ou Les nobles de Béarn") est un texte en béarnais du XVIIIe siècle signé par Pierre d'Esbarrebaque.
Ce texte qui attaque directement et d'un façon virulente une certaine noblesse de Béarn fit scandale, au point qu'Émile Vignancour (lui-même auteur de langue occitane, mais surtout éditeur de plusieurs anthologies poétiques en béarnais au cours du XIXe siècle) écrivit dans sa préface de Poésies béarnaises (1860) : 

« [...] quant au "Rêve de l'abbé Puyòo, que quelques personnes regretteront peut-être de ne pas y voir, on m'excusera, j'en suis assuré, de n' avoir reproduit que les trente premiers vers, qui, au mérite d'une élégante et grâcieuse facture, joignent celui d'être complètement inoffensifs. Le reste de ce morceau, satire mordante contre la noblesse de Béarn, est beaucoup moins remarquable au point de vue littéraire, mais on comprend facilement le succès de la malignité qui y était attaché. »

De son côté, l'érudit occitan Robèrt Lafont date l'œuvre de 1768 et la présente comme une dénonciation des faux nobles de Béarn. La première édition en aurait même, d'après lui, été détruite par la colère qu'il suscita.

## Extrait
Transcription en graphie classique de l'édition et de l'extrait choisi par Vignancour.
A pena dens mon lhèit lo flaunhac dromilhon

De mons sens aflaquits prenè possession,

Quan l'esprit agitat dens un rève m'esgara

A truvers monts e prats, auprès d'ua onda clara

Qui rollava sens pena hens un petit balon,

Tot pingorlat de flors de mantua color.

En aqueth lòc charmant, chérit de la natura,

Ua hemna que i avè d'esclatanta figura ;

Tot en era tinè de la Divinitat,

Brilhanta com lo só dens sa simplicitat,

Non vedèn pas en era inutila parura,

Non coneish pas lo fard ni l'art de la coeifura ;

Vers era me n'anèi per son charme atirat,

Qui ètz don vos ce i digói ? _ Jo que sòi la vertat,

Ce'm respon tantiquan ; tots m'an desconeguda,

Banida de pertot, aquesta solituda,

Que m'ofreish lo repaus que l'òmi non vòu pas

E vènger lo mesprètz que hè de mons apàs.

Hens lo monde non i a que mensonge e que rusa :

Lo vici de mon nom quauque còp que i abusa.

Enqüèra d'aqueth nom se prenautoritat,

Qu'ei l'unic tribut que recèp la vertat.

Susprès jo responói : Vertat tot' adorabla,

Tornatz, vietz dissipar lo troble que ns' acabla ;

Vietz confónder l'error qui ns' a tots abusats,

Ben troberatz mantun qui v' seràn afidats.

Enter temps se volètz, per vòsta complasença,

Deus gentius de Bearn da'm quauqua coneishença !

Tot be i ei confondut : lo baron, lo cascant,

lo jutge, lo vailet, lo nòble, lo manant.

Aidatz-me drin, si'vs platz, a suslhevar la tela

Qui, shens nada pudor cròp tota la nacela !

B'at harèi puish que m'at demandatz,

E tout de suite atau comença la vertat.

## Éditions
- Esbarrebaque, Pierre de, seigneur de Pontiac abbé de Puyoo. Lous Gentius de Béarn, ou lou Rèbe de l'abé Puyoo. Pau : L. Ribaut, 1879.
- La Bertat ou Rêbe de l'Abat de Puyoo de la Gentilhe Maysou d'Esbarrebaque, Seignou de Pontiac sus lous gentiüs de Béarn. . Pau : Garet, 1889.
- La Bertat, ou Rèbe de Moussu l'abat de Puyoo de la gentilhe maysou d'Esparrebaque : seignou de Pontiac, sus lous gentiüs de Béarn. 3e édition . Toulouse : Froment[4].